# Motherwell Football Club 2012-2013
Questa voce raccoglie le informazioni riguardanti il Motherwell Football Club nelle competizioni ufficiali della stagione 2012-2013.

## Rosa
| N. |                        | Ruolo | Calciatore          |
| -- | ---------------------- | ----- | ------------------- |
| 1  | Irlanda (bandiera)     | P     | Darren Randolph     |
| 2  | Scozia (bandiera)      | D     | Steven Saunders     |
| 3  | Scozia (bandiera)      | D     | Steven Hammell      |
| 4  | Inghilterra (bandiera) | C     | Nicky Law           |
| 5  | Inghilterra (bandiera) | D     | Shaun Hutchinson    |
| 6  | Inghilterra (bandiera) | C     | Tom Hateley         |
| 7  | Giamaica (bandiera)    | C     | Chris Humphrey      |
| 8  | Estonia (bandiera)     | A     | Henrik Ojamaa       |
| 9  | Inghilterra (bandiera) | A     | Michael Higdon      |
| 11 | Inghilterra (bandiera) | A     | Kallum Higginbotham |
| 11 | Scozia (bandiera)      | A     | Jamie Murphy        |
| 12 | Scozia (bandiera)      | P     | Lee Hollis          |

| N. |                              | Ruolo | Calciatore          |
| -- | ---------------------------- | ----- | ------------------- |
| 14 | Scozia (bandiera)            | C     | Keith Lasley        |
| 15 | Inghilterra (bandiera)       | D     | Simon Ramsden       |
| 16 | Scozia (bandiera)            | A     | Robert McHugh       |
| 17 | Giamaica (bandiera)          | C     | Omar Daley          |
| 18 | Scozia (bandiera)            | C     | Stuart Carswell     |
| 19 | Scozia (bandiera)            | D     | Fraser Kerr         |
| 20 | Scozia (bandiera)            | C     | James McFadden      |
| 20 | Inghilterra (bandiera)       | D     | Jonathan Page       |
| 26 | Antigua e Barbuda (bandiera) | D     | Zaine Francis-Angol |
| 27 | Inghilterra (bandiera)       | C     | Steven Hetherington |
| 30 | Inghilterra (bandiera)       | D     | Adam Cummins        |
| 51 | Scozia (bandiera)            | P     | Ross Stewart        |